# Tagli
Tagli (Kisscut) è un romanzo thriller di Karin Slaughter, seguito di La morte è cieca. Pubblicato nel 2002, in italiano la prima traduzione è apparsa nel 2005.

## Trama
Durante una tranquilla serata estiva, la coroner e pediatra locale Sara Linton si concede un po' di svago volteggiando sulle note di una musica troppo alta alla pista di pattinaggio. All'improvviso nota tra la folla Jenny, una ragazzina un tempo sua paziente. Ma passandole accanto, Sara sfiora il suo zaino e una densa macchia di sangue le imbratta il vestito. Poco dopo vede Jenny nel parcheggio che punta la pistola alla tempia di un ragazzo. Qualcuno spara un colpo e la ragazzina cade a terra morta. Quello che sembra un litigio tra adolescenti si rivela in realtà qualcosa di molto più drammatico. Toccherà a Sara Linton e a Jeffrey Tolliver, capo della polizia di Grant con l'aiuto della giovane detective Lena Adams risolvere quel caso.

## Edizioni in italiano
- Karin Slaughter, Tagli, traduzione di Luisa Corbetta, Piemme, Casale Monferrato 2005 ISBN 88-384-8179-2
- Karin Slaughter, Tagli, traduzione di Luisa Corbetta, Piemme, Casale Monferrato 2006 ISBN 88-384-7666-7
- Karin Slaughter, Tagli, traduzione di Luisa Corbetta, Maestri del thriller 60; Piemme, Casale Monferrato 2006 ISBN 88-384-7719-1
- Karin Slaughter, Tagli, traduzione di Anna Ricci, HarperCollins, Milano 2018 ISBN 978-88-6905-315-3